# Tjuka
Tjuka eller Stor-Tjuka är en liten ö norr om Ormsö i västra Estland. Den ligger i Ormsö kommun i Läänemaa, 90 km sydväst om huvudstaden Tallinn. Arean är 0,39 kvadratkilometer. Den kallas ibland för Stor-Tjuka (estniska: Suur-Tjuka) för att skilja den från ön Lill-Tjuka (Väike-Tjuka) som ligger 1,5 km österut. 
Öns högsta punkt är 4,5 meter över havet. Den sträcker sig 0,7 kilometer i nord-sydlig riktning, och 0,9 kilometer i öst-västlig riktning. Tjucksundet skiljer den från Dibyudden på Ormsö, namngiven efter Diby som är den närmast belägna byn på Ormsö.  
Inlandsklimat råder i trakten. Årsmedeltemperaturen i trakten är 5 °C. Den varmaste månaden är augusti, då medeltemperaturen är 17 °C, och den kallaste är januari, med −6 °C.